# فهرست جانوران شب‌گرد
این فهرستی از جانوران شبگرد و گروهی از جانوران است. پرندگان به‌طور جداگانه در فهرست پرندگان شب‌گرد ذکر شده‌اند.

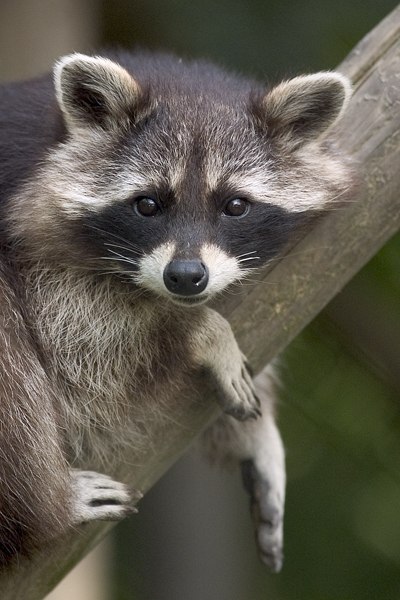
راکون‌ها یکی از جانوران شب‌زی هستند

## جانوران شب‌گرد شناخته‌شده
- موریانه‌خوار
- خرس[۱] (احتمالا پگاه‌رو)
- آی-آی[۲]
- گورکن[۳]
- باندیکوت
- خفاش[۴]
- روباه گوش‌خفاشی[۵]
- سگ آبی[نیازمند منبع]
- بزرگ‌گوش‌ها[۶]
- خرس‌گربه[۷]
- کرگدن سیاه
- موش سیاه[۸]
- گربه پاسیاه
- موش قهوه‌ای[۹]
- شب‌دوست (bushbaby)[۱۰]
- Bush rat[۱۱]
- برگچه‌خوار (برخی پگاه‌رو هستند)[۱۲]
- سیاه‌گوش کاراکال[۱۳]
- گربه (در هر زمانی از شب یا روز می‌تواند بیدار باشد اما بیشتر دوگاه‌رو هستند)
- گربه‌ماهی‌سانان[۱۴][۱۵]
- یوزپلنگ[نیازمند منبع]
- چینچیلا[۱۶]
- گربه زباد (سیوت)[۱۷]
- سوسریان[۱۸]
- شیر کوهی[۱۹]
- کایوت[۲۰][۲۱]
- جیرجیرک[۲۲]
- نیم‌گربه
- Cyprus spiny mouse[۲۳]
- دینگو[نیازمند منبع]
- سگ (در هر زمانی از شب یا روز می‌تواند بیدار باشد)
- تمساح کوتوله[۲۴]
- لمور پشمالوی شرقی[۲۵]
- کرم شب‌تاب[۲۶]
- سنجاب پرنده[۲۷][۲۸]
- جربیل مغولی[۲۹] (some are diurnal or crepuscular[۳۰])
- گرگ[۳۱]
- Great grey slug[۳۲][۳۳]
- کوسه سفید بزرگ[نیازمند منبع] (احتمالا پگاه‌رو)
- همستر[۲۹][۳۴]
- جوجه‌تیغی[۳۵]
- خرچنگ گوشه‌گیر[۳۶][۳۷]
- اسب آبی
- گورکن عسل‌خوار[۳۸][۳۹]
- کفتار[۴۰]
- تنبل دوانگشتی هوفمان[۴۱]
- موش دوپای ایرانی[۴۲][۴۳]
- جگوار (در مرز دوگاه‌رو)
- کانگورو (بیشتر، اما برخی پگاه‌رو هستند)[۴۴]
- کوآلا (بیشتر شب‌گرد)[۴۵][۴۶]
- خرسک دم‌حلقه‌ای[۴۷]
- روباه توله (بیشتر)[۴۸]
- پلنگ[۴۹]
- گکوی پلنگی[۵۰]
- شیر (گربه‌سان) (در مرز دوگاه‌رو)[۵۱][۵۲]
- مارگای[۵۳]
- مینک (در مرز دوگاه‌رو)[۵۴][۵۵]
- موش کور
- موش[۵۶][۵۷]
- بلبل هزاردستان
- شبگردان
- آرمادیلوی نه‌نواره[۵۸]
- Octodon (مگر گونه شب‌گرد degus)[۵۹]
- ببرک[۶۰][۶۱]
- پلنگچه
- صاریغ[۶۲][۶۳]
- نهنگ قاتل[نیازمند منبع] (به چند دلیل)
- سمور آبی
- جغد
- میمون‌های شب
- میمون شب پانامایی[۶۴][۶۵]
- پولک‌پوست[۶۶]
- نوک‌اردکی[نیازمند منبع]
- قورباغه جمع‌شو[۶۷][۶۸]
- خرس قطبی[نیازمند منبع]
- تشی[۶۹]
- صاریغ استرالیایی[۷۰]
- شیر کوهی (سرده)[۷۱]
- پایتون توپی[۷۲]
- کوئول
- Rabbit rat[۷۳]
- راکون[۷۴][۷۵]
- قورباغه درختی چشم‌سرخ[۷۶][۷۷]
- روباه سرخ
- گربه دم‌حلقه‌ای
- کژدم[۷۸]
- Skunk[۷۹]
- چشم‌گرد لاغر[۸۰]
- چشم‌گرد تنبل[۸۱]
- خرس عینکی[۸۲]
- لمورهای ورزشکار
- بادپر شکری
- خرگوش برزیلی[۸۳][۸۴]
- تارانتولا[۸۵]
- شبگردان هندی[۸۶]
- شیطان تاسمانی
- ببر (most species)[۸۷][۸۸]
- کرم‌های مخملی
- لمور پشمالوی غربی
- شبگرد شرقی
- مرغ توفان رخ‌سفید (در زمان مراقبت جوان‌ها)[۸۹]
- گوزن دم‌سفید (در مرز دوگاه‌رو)[۹۰]
- وامبت[۹۱]

## جانوران شب‌گرد منقرض‌شده
- شانه‌آرواره
- Palaeochiropteryx
- Panthera onca augusta (جاگوار آمریکایی شمالی، پلیستوسن)
- Panthera onca mesembrina (جاگوار آمریکایی جنوبی، پلیستوسن)
- پوزه‌منقاری
- شووویا
- گرگ تاسمانی (Thylacine)
- ترودون[۹۲]
- Tyto pollens
- ولاسیرپتر[۹۳]